# Блок, Любовь Дмитриевна
Любо́вь Дми́триевна Блок, урождённая Менделе́ева (29 декабря 1881, Санкт-Петербург, Российская империя — 27 сентября 1939, Ленинград, СССР) — актриса
, историк балета, мемуарист, автор книг «И быль, и небылицы о Блоке и о себе» и «Классический танец: История и современность». Дочь химика Дмитрия Менделеева, супруга поэта Александра Блока.

## Биография
Родилась в семье русского химика Дмитрия Ивановича Менделеева и Анны Ивановны Менделеевой (урождённой Поповой).
После окончания Бестужевских курсов брала уроки актёрского мастерства у актрисы Александринского театра А. М. Читау.
Недолго служила в театре В. Ф. Комиссаржевской, затем в театре Л. Б. Яворской и в провинциальных театрах. Выступала под сценическим псевдонимом Басаргина.
В 1903 году она вышла замуж за Александра Александровича Блока, свадьба состоялась в имении её отца Боблово.
Любовь Дмитриевна известна как «Прекрасная Дама» Александра Блока. Также в неё много лет был влюблён поэт Андрей Белый. Любовный треугольник Блок — Менделеева — Белый тесно связан с пьесой Блока «Роза и Крест».
В Первую мировую войну была сестрой милосердия.
В 1920—1921 годах неоднократно выступала с чтением поэмы Блока «Двенадцать» в Театре народной комедии С. Э. Радлова перед рабочими и красноармейцами.
Позже занималась изучением балетного искусства, автор многих статей на балетную тему.
Написала книгу «Классический танец: История и современность», которая считается фундаментальной в области советского балетоведения, а также воспоминаний «И быль, и небылицы о Блоке и о себе».
Скончалась в Ленинграде в 1939 году. Была похоронена на Волковском лютеранском кладбище; в 1944 году останки перенесены на Литераторские мостки.

## Роли
Общество изящных искусств
1915 — А. Островский. Без вины виноватые. — Кручинина
Эрмитажный театр
1919 — Ф. Шиллер. Коварство и любовь. — леди Мильфорд
Театр народной комедии
1921 — У. Шекспир. Виндзорские проказницы